# Valangin
Valangin est une ancienne commune suisse du canton de Neuchâtel, située dans la région Val-de-Ruz, à l'entrée des gorges du Seyon. Au 1er janvier 2021, elle a fusionné avec les communes de Corcelles-Cormondrèche, Neuchâtel et Peseux, donnant naissance à la nouvelle commune de Neuchâtel.

## Géographie
Valangin mesure 3,76 km2. 9,2 % de cette superficie correspond à des surfaces d'habitat ou d'infrastructure, 40,0 % à des surfaces agricoles, 50,5 % à des surfaces boisées et 0,3 % à des surfaces improductives.

## Géologie
C'est à Valangin que fut décrit en 1853 le stratotype de l'âge géologique du Valanginien (une partie de l'époque du Crétacé inférieur) par Édouard Desor qui étudia le patrimoine géologique de Valangin.

## Histoire

Vue aérienne de 1500 m par Walter Mittelholzer (1927).

La seigneurie de Valangin (de vallis angina car la ville s'élève dans l'étranglement de la vallée), qui jusqu'au Xe siècle se partageait entre le comté de Vaud et celui de Bargen, s'étendait sur le Val-de-Ruz pour la partie la plus importante, le vallon de La Sagne et la vallée de La Chaux-de-Fonds.
Le 13 septembre 1973, le viaduc routier en construction glisse et s'écrase, il y a 7 blessés. Il est reconstruit et inauguré en 1975, 4 chars de l'armée de 50 tonnes passent dessus pour tester sa résistance.
Elle est la seule commune de l'ancien district du Val-de-Ruz à ne pas avoir fusionné au sein de la nouvelle commune de Val-de-Ruz en 2013.
En 2016, sa population accepte en votation populaire de fusionner avec les communes de Corcelles-Cormondrèche, Peseux et Neuchâtel, donnant naissance au 1er janvier 2021 à une grande commune de 45 000 habitants.

## Démographie
Valangin compte 507 habitants fin 2023. Sa densité de population atteint 135 hab./km2.
Le graphique suivant résume l'évolution de la population de Valangin entre 1850 et 2008 :

## Monuments
Collégiale
Le village fait partie depuis 2017 de l'association Les plus beaux villages de Suisse.

### Château

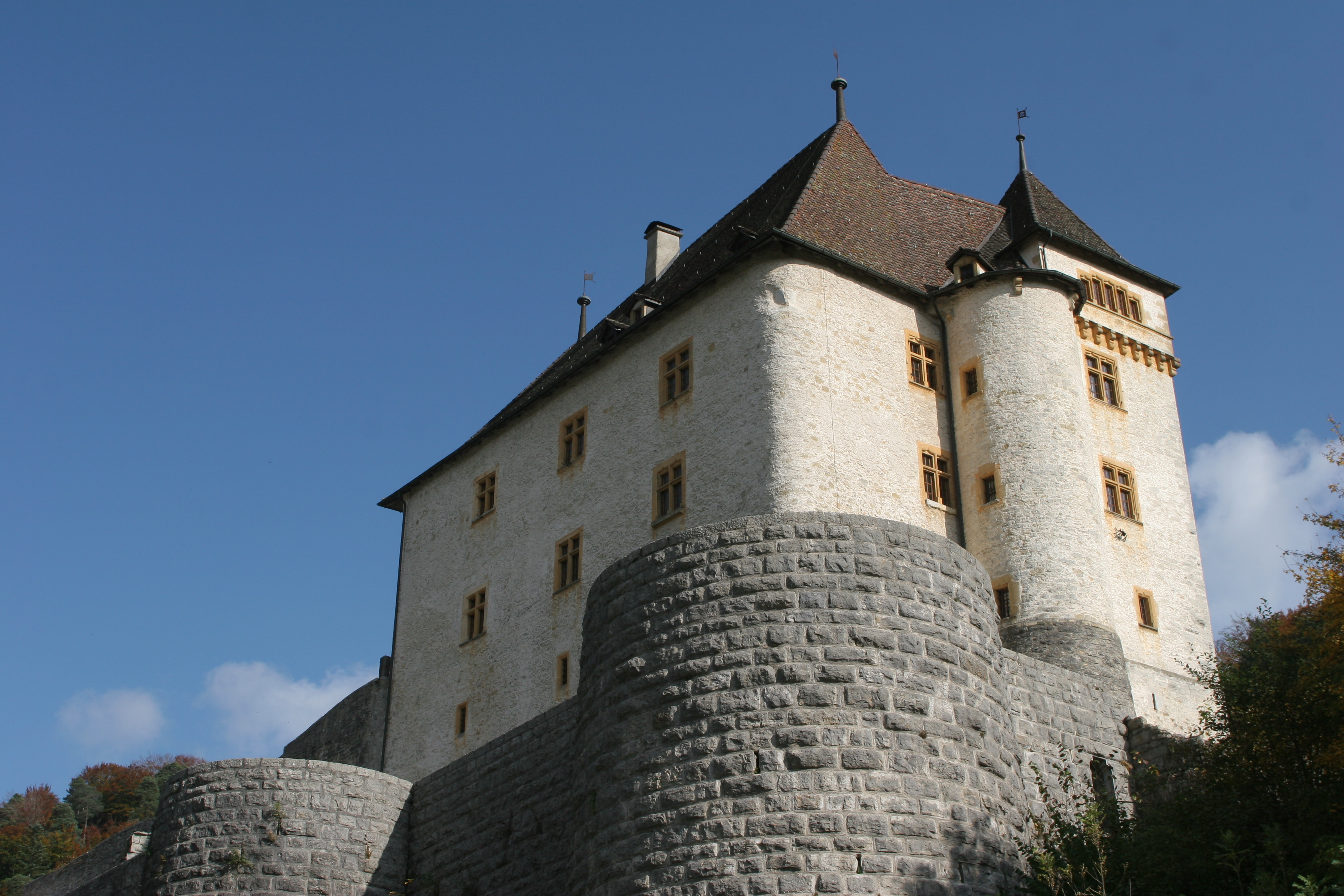
Le château de Valangin.

Bâti sur un rocher au débouché des gorges du Seyon, le château de Valangin est la résidence des seigneurs du même nom du XIIe au XVIe siècle. Souvent en conflit avec les comtes de Neuchâtel, ils vont développer le site durant plus quatre siècles. Au XIIe siècle, la première forteresse n'est connue que par les vestiges d'une tour rectangulaire et d'une enceinte au sommet du rocher. Emblème actuel du château, la puissante tour maîtresse gothique est bâtie à la fin du XIIIe siècle pour servir d'habitation et de donjon défensif. C'est l'époque où Valangin est mentionné pour la première fois dans les archives, soit en 1296. À la fin du Moyen Âge, de nouvelles exigences de confort et le développement des armes à feu sont à l'origine d'une profonde mutation du château. Une aile résidentielle est bâtie en avant du vieux donjon, lui-même réorganisé, alors qu'avec ses onze tours semi-circulaires, ses gros murs et son pont-levis, une nouvelle enceinte de fausses-brayes dégage une impression de puissance propre à décourager les attaques.
En plus de leur confort et de leur sécurité, les seigneurs cherchent à favoriser l'activité économique de leur seigneurie. Vers 1330, ils fondent le bourg fortifié de Valangin sous la surveillance directe du château. Beaucoup plus tard, le bourg sera augmenté d'un faubourg et d'une église collégiale consacrée en 1505.
Après le rattachement de la seigneurie au comté de Neuchâtel en 1592, la forteresse perd de son importance et connaît deux siècles et demi de déclin. En 1747, un incendie détruit la plupart des bâtiments à l'exception de la grande tour gothique. Le château sert de tribunal et de prison jusqu'au milieu du XIXe siècle, ce dont témoignent encore plusieurs cachots. En 1893, l'État tente de vendre le château et c'est un groupe de notables férus d’histoire - des membres de la Société d'histoire et d'archéologie du canton de Neuchâtel (SHAN) - qui s'attèle à la remise en état du site à partir de 1894 et à sa conversion en un musée, une fonction qui perdure actuellement. 
Depuis 1905, le site jouit d'une protection au titre de monument historique.

## Personnalités
- Guillemette de Vergy (décès en 1543), commanditaire de la construction de la collégiale de Valangin
- Louise Artus-Perrelet (1867-1946)
- Robert Comtesse (1847-1922), conseiller fédéral de 1900 à 1912.
- Jean-François Balmer, acteur
- Catherine de Watteville (1645-1714)
- Edmond Bille, artiste

### Fonds d'archives
Les archives de l'ancienne commune de Valangin sont conservées aux Archives de la Ville de Neuchâtel, tandis que les archives de l'ancienne bourgeoisie sont conservées aux Archives de l'État de Neuchâtel.